# Мартон Вамош
Мартон Вамош (угор. Мартон Вамош, 24 червня 1992) — угорський ватерполіст.
Призер Олімпійських Ігор 2020 року, учасник 2016 року.
Чемпіон світу з водних видів спорту 2013 року, призер 2017 року.